# Bactericera lavaterae
Bactericera lavaterae är en insektsart som först beskrevs av Van Duzee 1924.  Bactericera lavaterae ingår i släktet Bactericera och familjen spetsbladloppor. Inga underarter finns listade i Catalogue of Life.